# Colopea virgata
Colopea virgata is een spinnensoort uit de familie Stenochilidae. De soort komt voor in Thailand en Vietnam.